# Francisco de Sousa, marquês das Minas
Francisco de Sousa (Azeitão, 1615 – Lisboa, 23 de junho de 1674), 3.º conde do Prado, foi um militar e embaixador português, e logo 1.º marquês das Minas.
Comendador de Santa Marta de Viana, que herdou de seu pai, e teve as comendas de Santa Maria de Azevo e outras na Ordem de Cristo; alcaide-mor de Beja, mestre de campo, e gentil-homem do príncipe D. Teodósio, vedor da casa de D. João IV de Portugal, e seu general.
Por morte de seu tio, 2.º conde do Prado, que não tinha sucessão, herdou o título e toda a grande casa de seus avós, ficando assim senhor da vila do Prado, Beringel e Sagres.

## Biografia
D. Francisco de Sousa foi um dos Quarenta Conjurados que entraram na aclamação de D. João IV de Portugal, e que em seguida ao golpe de estado do 1.º de Dezembro de 1640 tomou a praça de São Julião da Barra no dia 12 de dezembro.
No princípio de 1641 foi mandado à comarca de Beja para levantar um terço de infantaria, de que havia de ser mestre de campo, e que fora destinado para guarnecer as vilas de Moura e de Serpa, queimou a vila de Barrancos para castigar os habitantes da pouca firmeza que mostraram em defender a independência da pátria, e tomou juntamente com Francisco de Mendonça a vila de Valença do Minho. Tomou parte em vários recontros desses primeiros tempos da guerra da Restauração, até que, sendo já conde do Prado e conselheiro de guerra, foi mandado ficar em Elvas com o governo das armas da província do Alentejo, enquanto Joane Mendes de Vasconcelos foi sitiar Badajoz, e depois quando os castelhanos vieram cercar aquela nossa praça, assistiu dentro dela o conde do Prado, acompanhado de seus três filhos D. António, D. João e D. Pedro.
Em 1660 foi nomeado governador das armas da província de Entre-Douro-e-Minho, e aí no ano seguinte mostrou grande habilidade, tendo por adversário o general espanhol marquês de Viana, a quem por meio de uma táctica verdadeiramente fabiana, obrigou a repassar o Minho e a deixar livre o território de Portugal. Para impedir novas expedições do inimigo contra Valença, mandou o nosso general levantar junto desta vila um forte que guarneceu com 400 homens, e no ano imediato, tendo apenas 8 000 infantes, 1 000 cavalos e sete peças de artilharia, e tendo ainda de destacar algumas tropas para socorrerem conforme as circunstâncias, ou Viana ou Caminha, que haviam sido ameaçadas por uma flotilha espanhola, manobrou com presteza sobre o flanco direito do inimigo, e prevenindo sempre por movimentos rápidos e acertados os projectos e desígnios do adversário, desconcertou inteiramente todos os planos de D. Baltazar Pantoje, chefe dos castelhanos; que afinal retrogradou para a Galiza, dizendo em ar de gracejo que tinha sido o quartel mestre general dos dois exércitos beligerantes, porque não preparava só os alojamentos para si, mas também para as tropas portuguesas, tal era a rapidez com que o conde do Prado lhe adivinhava os pensamentos e lhe aparecia na frente ou no flanco para lhos contrariar.
Em 1663 o conde do Prado, ajudado pelo conde de São João, que governava em Trás-os-Montes, tomou a ofensiva, e atravessando o rio Minho apoderou se do forte de Goian, e deste modo incutiu grande ânimo nos habitantes da província, cujo mando lhe fora confiado, e que vendo-se assim livres da guarnição do inimigo nas suas terras, se achavam com grande alegria e entusiasmo transformados em invasores da Galiza. Em 1665 foram ainda mais importantes os sucessos militares nessa fronteira, porque o conde de Castelo Melhor, o hábil ministro de D. Afonso VI, não descansando sobre os louros das vitórias que em grande parte eram devidos aos profícuos esforços da sua inteligente administração, reconhecendo que não havia pelos lados do Alentejo empresa alguma de valia que se tentasse, mandou grandes reforços para o Minho, e assim o exército dessa província ficou habilitado para recomeçar a guerra ofensiva com mais vigor do que nos anos antecedentes. O conde do Prado, passando a fronteira de novo, em 13 de outubro de 1665, devastou o fértil distrito que se estende entre Tui e Guardia, e foi pôr cerco a esta última praça que fica à beira-mar, e que no fim de vinte dias se entregou ás nossas tropas.
O conde da Ericeira, no seu Portugal Restaurado diz: "Se na província do Alentejo se pelejou com mais força, na de Entre-Douro-e-Minho com mais arte; se aquela província seguiu a escola de Marcelo, esta a de Fábio, ficando por este respeito ilustrada a província do Alentejo em vencer batalhas, a de Entre-Douro-e-Minho em defender terrenos."
Terminada a guerra com a Espanha, o conde do Prado foi mandado por D. Pedro II de Portugal embaixador a Roma em 1669, aos papas Clemente IX e Clemente X, e agraciado com o titulo de marquês das Minas em 7 de janeiro de 1670. Voltando à pátria continuou no governo das armas da província de Entre-Douro-e-Minho, foi nomeado presidente do conselho ultramarino. O marquês das Minas foi também conselheiro de guerra de D. Afonso VI, que lhe fez mercê em 23 de dezembro de 1666, de juro e herdade, do seu título de conde, duma comenda de 600$000 réis de renda, e do cargo de conselheiro de Estado

## Dados genealógicos
Nasceu na casa de seu pai, a Quinta da Torre ou Quinta da Boa Vista, na antiga Aldeia de Camarate ou Brejos de Camarate, de Azeitão e foi baptizado em 17 de Outubro de 1615, onde hoje se encontra instalada a sede da Província Portuguesa da Congregação da Apresentação de Maria.
Era filho de D. António de Sousa, que serviu nas armadas e depois no Brasil, e de D. Maria de Menezes; neto de D. Francisco de Sousa, capitão e governador do Brasil e das capitanias do sul.
Casou duas vezes: a primeira com D. Maria Madalena de Vilhena, filha dos marqueses de Montalvão e condes de Castelo Novo, de quem não teve sucessão.
Passou a segundas núpcias, em outubro de 1640, com D. Eufrásia Filipa de Lima, filha dos 1.os condes da Torre.
De quem houve:
- D. António Luís de Sousa, que foi o 2.º marquês das Minas.
- D. João de Sousa
- D. Pedro de Sousa, Dom Prior de Guimarães e sumilher da Cortina de Sua Majestade, que, em Março de 1687, testemunhara a vistoria de alguns elementos respeitantes à memória da Princesa D. Joana, no processo que conduziu à sua beatificação.[3]
- D. Luísa Bernarda de Meneses casada com D. Luís Baltazar da Silveira, vedor da rainha D. Maria Ana de Áustria, comendador da Ordem de Cristo[4]. Com geração.